# Joseph Zen Ze-kiun

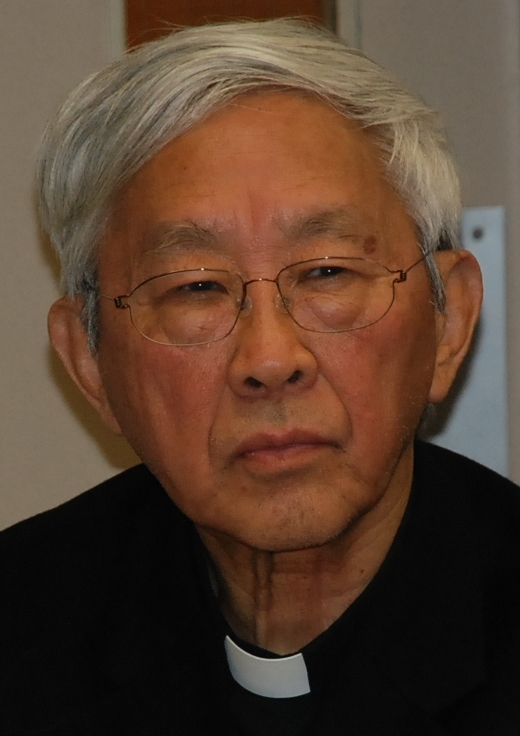
Joseph Zen (2013)

Kardinalswappen

Joseph Kardinal Zen Ze-kiun SDB (chinesisch 陳日君 / 陈日君, Pinyin Chén Rìjūn, Jyutping Can4 Jat6gwan1; * 13. Januar 1932 in Shanghai, China) ist chinesischer Ordensgeistlicher und emeritierter römisch-katholischer Bischof von Hongkong. Er ist der sechste Chinese und der zweite Bischof von Hongkong, der zum Kardinal ernannt wurde. Am 11. Mai 2022 wurde er von der Nationalen Sicherheitspolizei kurzzeitig festgenommen.

## Leben
Am 11. Februar 1961 empfing er als Salesianer Don Boscos das Sakrament der Priesterweihe durch den Erzbischof von Turin, Maurilio Kardinal Fossati. Im Sommer 1961 erwarb er das Lizenziat in Katholischer Theologie. Im Sommer 1964 promovierte er in Philosophie. Joseph Zen lehrte von 1964 bis 1970 an einem salesianischen Studienhaus Philosophie, seit 1971 am Holy Spirit Seminary College in Hongkong Philosophie und Theologie.
Von 1978 bis 1983 war Zen Provinzial der Salesianerprovinz von Hongkong, Macau, Taiwan und Festlandchina, von 1984 bis 1991 Dekan der Philosophischen Abteilung des Holy Spirit Seminary College und von 1986 bis 1989 Direktor der salesianischen Gemeinschaft von Aberdeen (Technische Schule). Von 1989 bis 1996 lehrte er zeitweise auch in chinesischen Seminaren Philosophie und Theologie.
Am 13. September 1996 ernannte ihn Papst Johannes Paul II. zum Koadjutorbischof von Hongkong. Die Bischofsweihe spendete ihm der Bischof von Hongkong, John Baptist Kardinal Wu Cheng-chung, am 9. Dezember desselben Jahres; Mitkonsekratoren waren der Erzbischof von Tokio, Peter Seiichi Kardinal Shirayanagi, und der beigeordnete Sekretär der Kongregation für die Evangelisierung der Völker, Erzbischof Charles Asa Schleck. Sein Wahlspruch lautet: “Ipsi cura est (vobis)” (1 Petr 5,7 , deutsch: „er sorgt (für euch)“). Am 23. September 2002 wurde er nach dem Tod seines Vorgängers Bischof von Hongkong.
Papst Benedikt XVI. nahm ihn im Konsistorium am 24. März 2006 als Kardinalpriester mit der Titelkirche Santa Maria Madre del Redentore a Tor Bella Monaca in das Kardinalskollegium auf. Kardinal Zen Ze-kiun war Mitglied der Kongregation für den Gottesdienst und die Sakramentenordnung und der Kongregation für die Evangelisierung der Völker. Seine Ernennung galt weltweit sowohl als Politikum als auch als Anerkennung seines Wirkens, da er als Regimekritiker der kommunistischen Regierung Chinas und der Stadtregierung Hongkongs in Erscheinung trat. Joseph Zen wurde als vehementer Vertreter der demokratischen und religiösen Bürgerinteressen Hongkongs bekannt. Er wurde mehrfach von der chinesischen Regierung mit Einreiseverboten belegt. Kardinal Joseph Zen drängt den Vatikan, davon abzusehen, die Untergrundkirche in der Volksrepublik China und ihre Gläubigen preiszugeben, als Gegenleistung für die gewünschte „Normalisierung“ der Beziehungen zur chinesischen Regierung. Der Heilige Stuhl solle sich zur Erreichung seines Zieles „nicht auf Kompromisse einlassen“. Kardinal Zen meint, der Vatikan sei in den letzten Jahrzehnten der Volksrepublik China „doch schon in vielen Punkten entgegengekommen“.
Der Weihbischof in Hongkong John Tong Hon wurde im Januar 2008 zum Koadjutorbischof für das Bistum Hongkong und zur Unterstützung für Joseph Kardinal Zen Ze-kiun ernannt. Am 15. April 2009 nahm Papst Benedikt XVI. das von Joseph Kardinal Zen Ze-kiun aus Altersgründen vorgebrachte Rücktrittsgesuch an. Nachfolger von Joseph Kardinal Zen Ze-kiun wurde sein bisheriger Koadjutor, John Tong Hon.
Am 22. September 2018 unterzeichneten der stellvertretende Außenminister des Kirchenstaats Antoine Camilleri und Chinas Vizeaußenminister Wang Chao eine vorläufige Vereinbarung, welche Peking bei der Ernennung von Würdenträgern ein Mitspracherecht einräumt. Wie die Süddeutsche Zeitung berichtete, erkennt Peking den Papst als oberste Autorität der katholischen Kirche in China an, der Vatikan wiederum gesteht der kommunistischen Partei ein Mitspracherecht bei der Ernennung der Bischöfe im Land ein, was jedoch normalerweise ein exklusives Recht des Papstes ist. Sandro Magister, der Vatikanexperte des italienischen Nachrichtenmagazins L’Espresso, bezeichnet die Vereinbarung als Kniefall vor dem autoritären Staat: „Wir wohnen einem spektakulären Rückschritt der Kirche bei, sie opfert die Früchte einer jahrhundertelangen Schlacht gegen politische Mächte und für eine autonome Selbstregierung. [...] Nun soll also in China die politische Obrigkeit die Bischöfe auswählen können, und der Kirche bliebe nur ein schwaches Veto zu den vorgeschlagenen Namen.“ Joseph Zen Ze-kiun sieht den Deal als Teufelswerk und Ausverkauf aus reiner Unkenntnis heraus.
Joseph Zen Ze-kiun gehört zu den Unterzeichnern eines mehrsprachigen Aufrufs von Carlo Maria Viganò vom 7. Mai 2020 mit dem lateinischen Titel “Veritas liberabit vos!” (Joh 8,32 , deutsch: „Die Wahrheit wird euch befreien“), das auf dem Internetportal katholisch.de der Deutschen Bischofskonferenz als „Konglomerat an Verschwörungsmythen und Pseudowissenschaft“ bezeichnet wird. Darin wird beklagt, dass unter dem Vorwand der COVID-19-Pandemie Rechte und Grundfreiheiten vieler Bürger „unverhältnismäßig und ungerechtfertigt eingeschränkt“ würden; die öffentliche Gesundheit dürfe kein Alibi werden, „um die Zivilbehörden von ihrer Pflicht zu befreien, klug für das Gemeinwohl zu handeln“. In dem Text wird auf wachsenden Zweifel an der tatsächlichen Ansteckungsgefahr des Coronavirus verwiesen und die Berichterstattung über die Pandemie als „Alarmismus“ bezeichnet. Die ergriffenen Eindämmungsmaßnahmen begünstigten die Einmischung „fremder Mächte“ mit schwerwiegenden sozialen und politischen Folgen, so der von katholischen Geistlichen, Journalisten, Medizinern und Anwälten mit unterzeichnete Text. Es gebe Kräfte, „die daran interessiert sind, in der Bevölkerung Panik zu erzeugen“ und eine „Isolation der Individuen“ zu fördern, „um sie besser manipulieren und kontrollieren zu können.“ Dies sei „der beunruhigende Auftakt zur Schaffung einer Weltregierung, die sich jeder Kontrolle entzieht“.
Am 11. Mai 2022 wurde er mit einigen weiteren Mitgliedern der pro-demokratischen Bewegung wegen Verstößen gegen das umstrittene nationale Sicherheitsgesetz festgenommen, allerdings am selben Tag auf Kaution wieder freigelassen. Der Kardinal leitet nach Vorwürfen mit den anderen Festgenommenen einen Fonds für die Unterstützung von prodemokratischen Demonstranten, insbesondere der Demonstranten der Proteste von 2019. Der Kardinal ist ein Kritiker des Abkommens zwischen der Volksrepublik China und dem Heiligen Stuhl.
Um die „ohnedies komplizierte Situation“ nicht weiter zu belasten, werde man sich in öffentlicher Zurückhaltung üben, hieß es in einer Stellungnahme des Staatssekretariates. Human Rights Watch sieht darin „ein unheilvolles Zeichen“ nach der Ernennung des ehemaligen Sicherheitschefs zum Regierungschef Hongkongs. Die Zeitung National Catholic Register sieht neben anderen in dieser Festnahme auch eine mögliche Belastung für das Abkommen zwischen dem Heiligen Stuhl und Volksrepublik.
Kardinal Joseph Zen Ze-kiun durfte nach Entscheid eines örtlichen Hongkonger Gerichts an den Trauerfeierlichkeiten des verstorbenen Benedikt XVI. Anfang Januar 2023 in Rom teilnehmen, wo er sich auch in einer privaten Audienz mit Papst Franziskus traf. Nach seiner Rückkehr begab sich der 91-jährige Kardinal Ende Januar 2023 wegen Atembeschwerden zur Behandlung in ein Krankenhaus in Hongkong.

## Mitgliedschaften
Kardinal Zen Ze-kiun war Mitglied folgender Dikasterien der Römischen Kurie:
- Kongregation für den Gottesdienst und die Sakramentenordnung (seit 2005)[14]
- Kongregation für die Evangelisierung der Völker (seit 2006)[15]

## Schriften
- Kreuzweg mit Benedikt XVI. am Kolosseum - Beten mit dem Heiligen Vater. - Verfasser der Stationen: Joseph Zen Ze-kiun. Herder Verlag, 2008, ISBN 978-3-451-29852-3.
- Way of the Cross with Pope Benedict XVI, Catholic Truth Society 2009, ISBN 978-1-86082-571-2.[16][17]
- El camino de la vía dolorosa, Editorial San Pablo 2014, ISBN 978-958-715-241-8.
- mit Aurelio Porfiri: L’agnello e il dragone: Dialoghi su Cina e Cristianesimo, Chorabooks 2017, ISBN 978-988-77255-2-7.
- For Love of My People I Will Not Remain Silent: On the Situation of the Church in China, Ignatius Press San Francisco 2019, ISBN 978-1-62164-314-2.